# Stilbia
Stilbia é um gênero de traça pertencente à família Arctiidae.